# 桂山發電廠粗坑機組
桂山發電廠粗坑機組，為一座位於臺灣新北市新店區新烏路、永興路交會口新店溪畔旁的小型水力發電廠，於1909年完工啟用，由台灣電力公司桂山發電廠管理，舊稱小粗坑發電廠，納入桂山發電廠旗下後，發電廠全名改名為台灣電力公司桂山發電廠粗坑機組。是臺灣第二座水力發電廠，目前是臺灣現存最古老的發電廠，與龜山發電廠、桂山發電廠及烏來發電廠皆是台灣日治時期日本殖民政府開發新店溪上游水力發電的重要工程。

## 沿革
1905年，台灣第一座水力發電廠「龜山發電所」誕生，奠定台灣現代化的基礎，用電需求激增。配合電力需求，1907年5月，台灣總督府開始進行小粗坑水力發電所的建設，發電所位於台北州文山郡新店庄直潭字小粗坑，龜山發電所下游，1909年8月5日竣工。小粗坑水力發電所當年主要供應基隆市電燈、基隆築港、瑞芳金瓜石牡丹坑、台北市水道及台北市電燈等地區電力。1975年台電公司為了組織精簡，將「小粗坑」與烏來發電廠及新龜山發電廠（小粗坑、烏來與新龜山三廠俗稱「小烏龜」）三個發電廠合併營運，並將新龜山改名為桂山電廠，小粗坑與烏來改為無人電廠，統一由桂山發電廠遙控運轉，小粗坑發電廠並改名為「桂山發電廠粗坑分廠」。2001年小粗坑發電廠獲選為「台灣十大土木史蹟」，2011年12月6日登錄為新北市歷史建築。

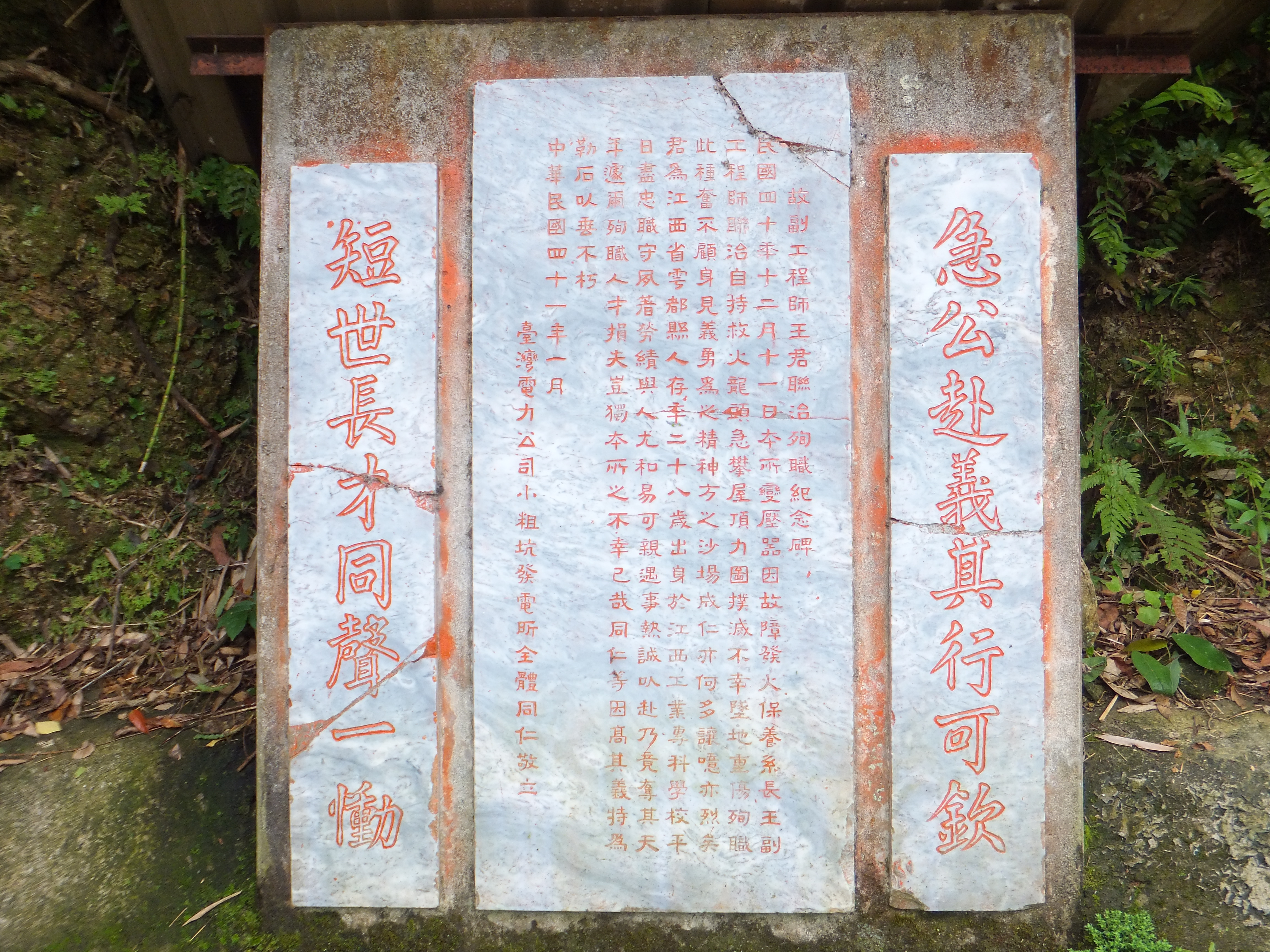
小粗坑發電廠旁的故副工程師王君聯治殉職紀念碑。
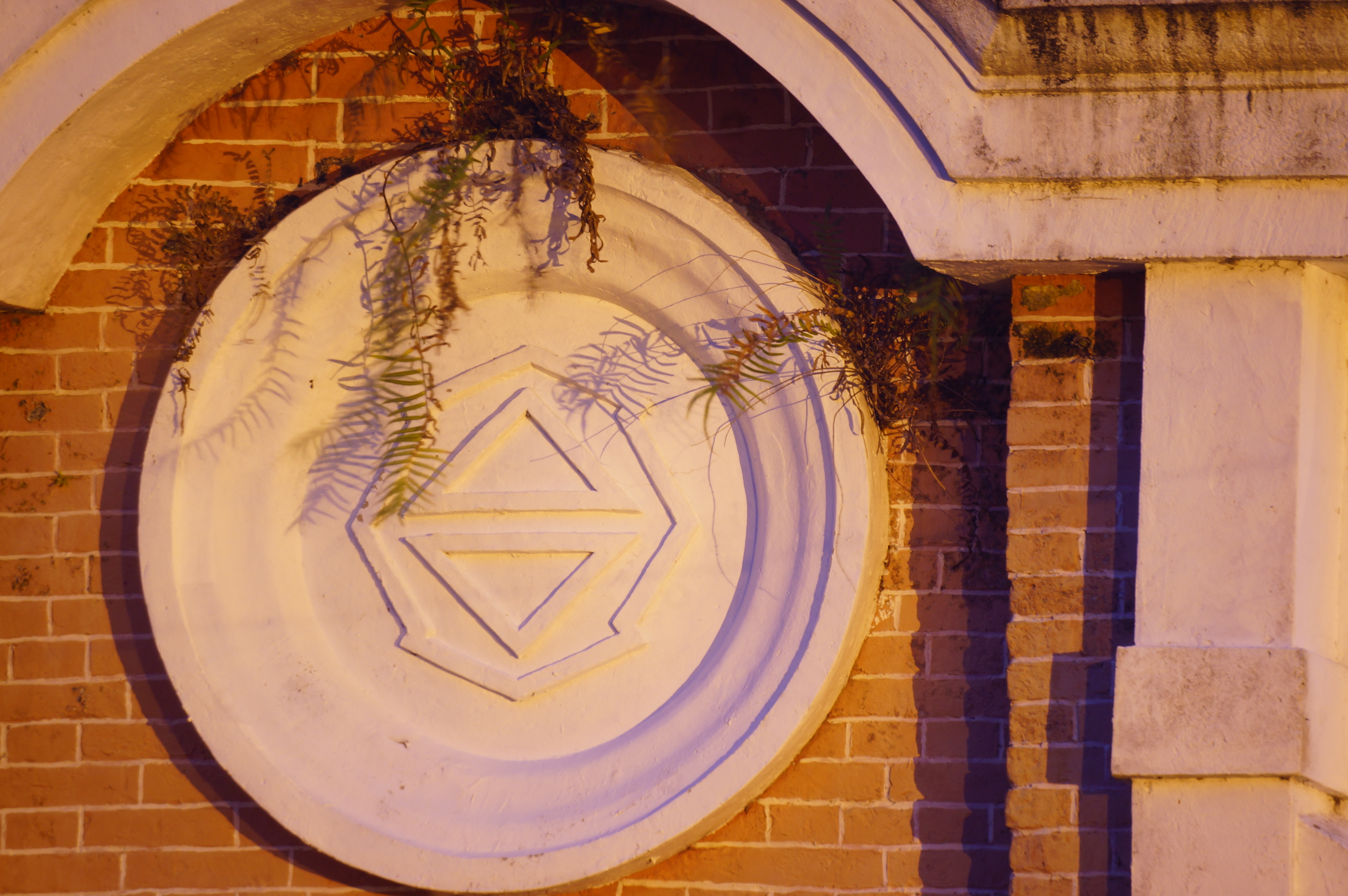
位於小粗坑發電廠的立面，仍舊有當年留下的徽飾。

## 設施
小粗坑發電所的發電水源來自於新店溪，由位於新店區屈尺里、距離桂山電廠約2公里下游處興築之小型攔水堰堤「粗坑壩」（屈尺壩）引溪水進入引水渠道，一路經過沉沙池及廠區內的前池後進入電廠廠房，以推動水輪發電機發電。小粗坑發電廠建築外觀受到巴洛克建築風格所影響，為紅色磚造、大跨距的鋼骨桁架，屋頂設有具散熱功能之高凸式氣窗，建築立面以圓拱圈作成裝飾。入口山牆上有牌樓面的山形牆，留有當年台灣總督府的「台」字徽號標誌。電廠主體建築除了屋頂翻修改為鐵皮外，外觀建築構造及內部機具仍保存完整的日本時期初建之風貌。廠內原裝置有三部800KVA橫軸水輪發電機，水輪機為瑞士Escher-Wyss製，發電機為德國AEG製，每部800瓩，當時發出電力合計為2400瓩（2400KW）。1919年增設日本製1000瓩的橫軸水輪發電機一部（四號機），1931年再增設一部日本芝浦製1000瓩豎軸法蘭西斯式水輪發電機（五號機）。1988年進行更新，1992年更新為一部奧地利VOEST-ALPINE公司製豎軸卡布蘭式水輪機（Kaplan turbine），搭配一部奧地利ELIN公司製，Ssh 285/22-90型發電機，裝置容量為5000瓩（5MW），年發電量約為3600萬度，並改為無人發電廠，由桂山發電廠遙控運轉。至於早期三部發電機組，其中包括德國AEG渦輪馬達機組仍完整保存在廠房現場供靜態展示。

### 機組

#### 商轉中
| 名稱   | 發電機型號                           | 水輪機型號                                 | 機組數量 | 發電方式 | 有效落差（公尺） | 單一機組用水量（CMS） | 容量（MW） | 位置               | 商轉日期 | 狀態   |
| ------ | ------------------------------------ | ------------------------------------------ | -------- | -------- | ---------------- | --------------------- | ---------- | ------------------ | -------- | ------ |
| 三號機 | 奥地利ELIN公司製Ssh285/22-90型發電機 | 奥地利VOEST-ALPINE公司製豎軸卡布蘭式水輪機 | 1        | 川流式   | 21.78            | 21.78CMS              | 5MW        | 新北市新店區粗坑里 | 1992年   | 商轉中 |

#### 已汰除
| 名稱     | 發電機型號                     | 水輪機型號                                | 機組數量 | 發電方式 | 有效落差（公尺） | 單一機組用水量（CMS） | 容量（MW） | 位置               | 興建年代 | 狀態   |
| -------- | ------------------------------ | ----------------------------------------- | -------- | -------- | ---------------- | --------------------- | ---------- | ------------------ | -------- | ------ |
| 舊一號機 | 德国AEG公司製交流式同步發電機  | 瑞士Escher-Wyss公司製橫軸法蘭西斯式水輪機 | 1        | 川流式   |                  |                       | 0.8MW      | 新北市新店區粗坑里 | 1909年   | 已拆除 |
| 舊二號機 | 德国AEG公司製交流式同步發電機  | 瑞士Escher-Wyss公司製橫軸法蘭西斯式水輪機 | 1        | 川流式   |                  |                       | 0.8MW      | 新北市新店區粗坑里 | 1909年   | 已拆除 |
| 舊三號機 | 德国AEG公司製交流式同步發電機  | 瑞士Escher-Wyss公司製橫軸法蘭西斯式水輪機 | 1        | 川流式   |                  |                       | 0.8MW      | 新北市新店區粗坑里 | 1909年   | 已拆除 |
| 四號機   | 德国AEG公司製交流式同步發電機  | 日本製橫軸法蘭西斯式水輪機                | 1        | 川流式   |                  |                       | 1MW        | 新北市新店區粗坑里 | 1919年   | 已停機 |
| 五號機   | 日本東芝電機製交流式同步發電機 | 日本東芝電機製豎軸法蘭西斯式水輪機        | 1        | 川流式   |                  |                       | 1MW        | 新北市新店區粗坑里 | 1931年   | 已停機 |

## 圖集

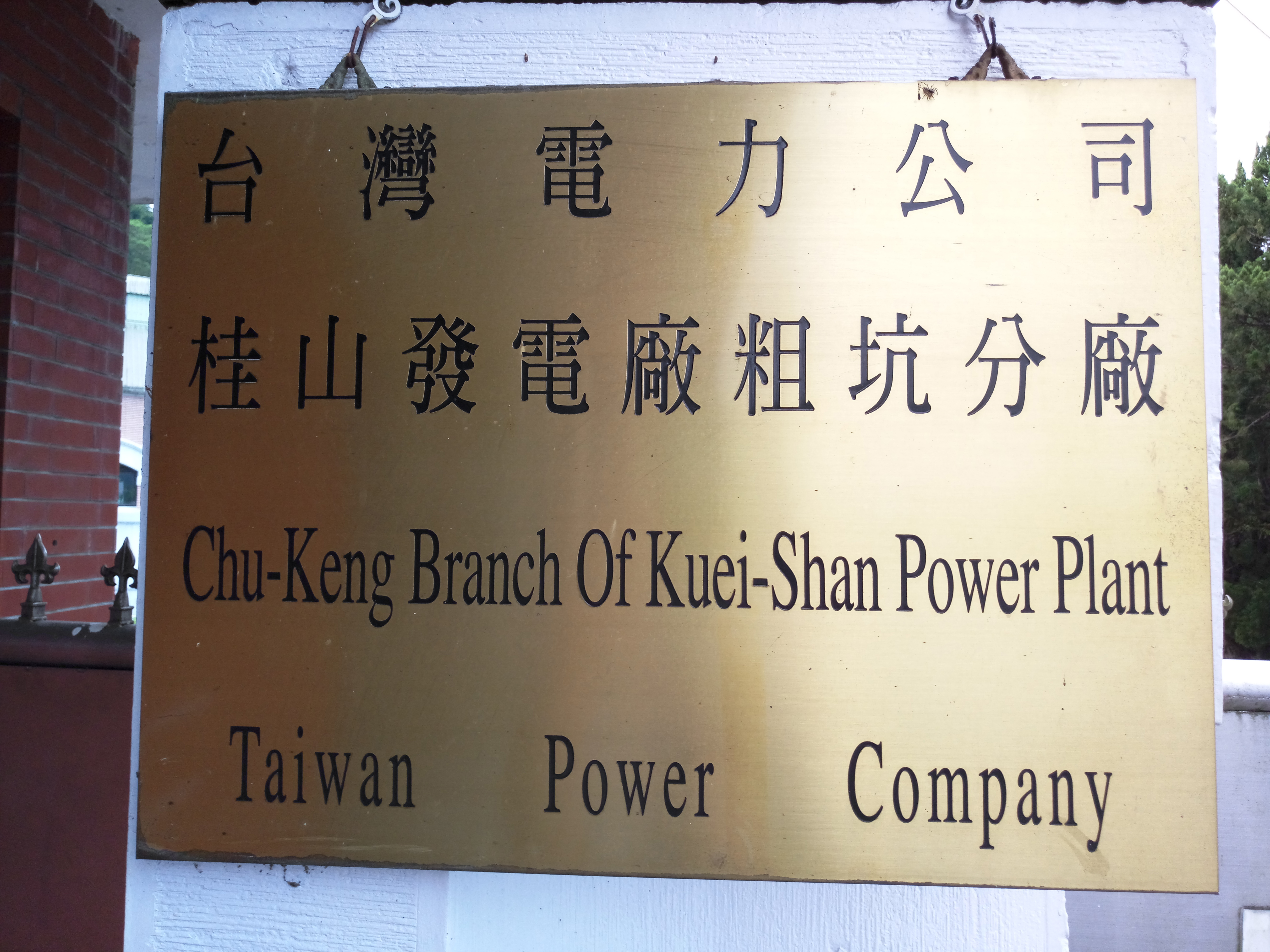
小粗坑發電廠門牌，目前小粗坑電廠已由桂山發電廠遠端遙控，廠區無人駐留。
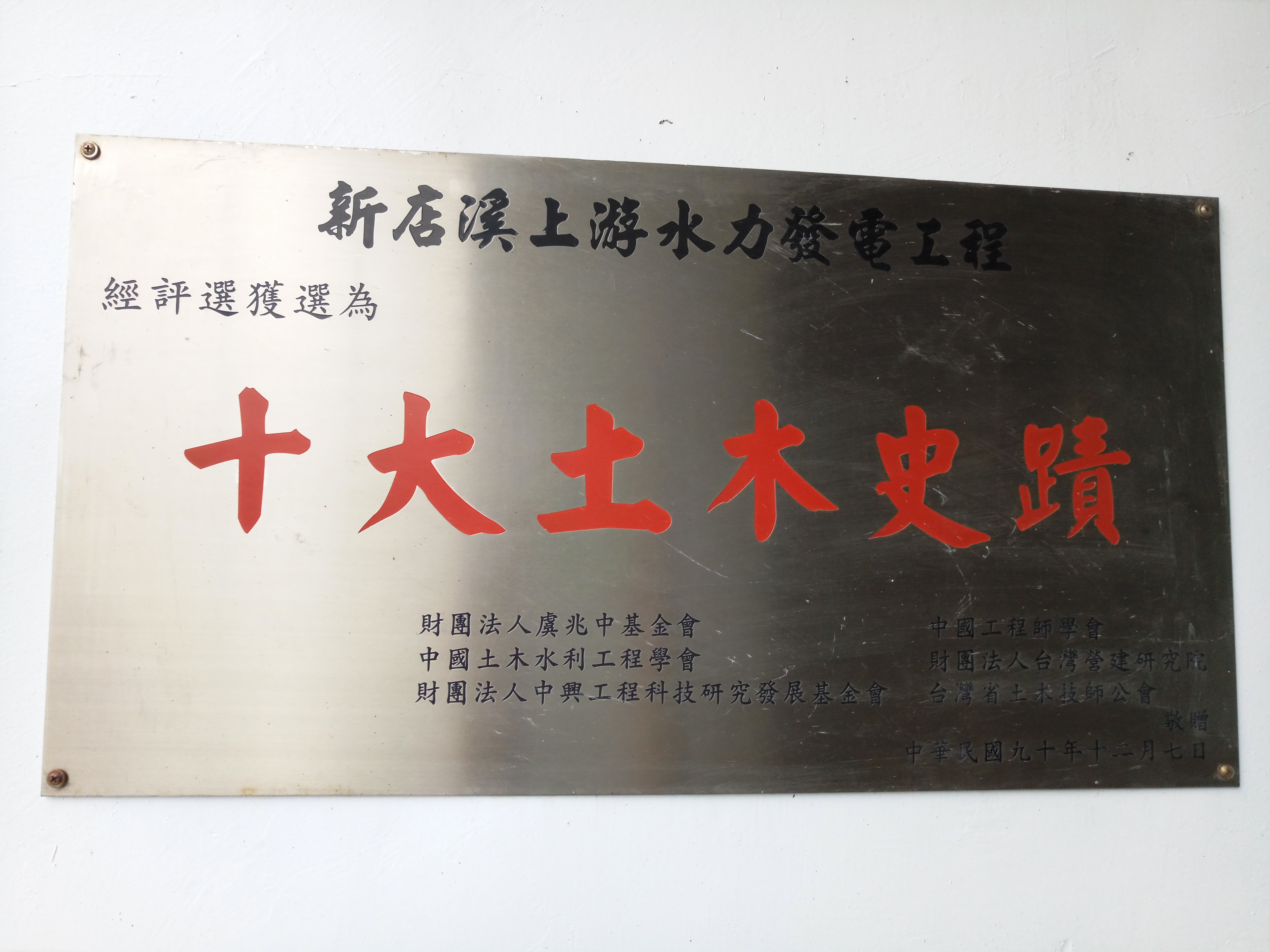
掛在小粗坑發電廠廠房外，十大土木史蹟之證明板。
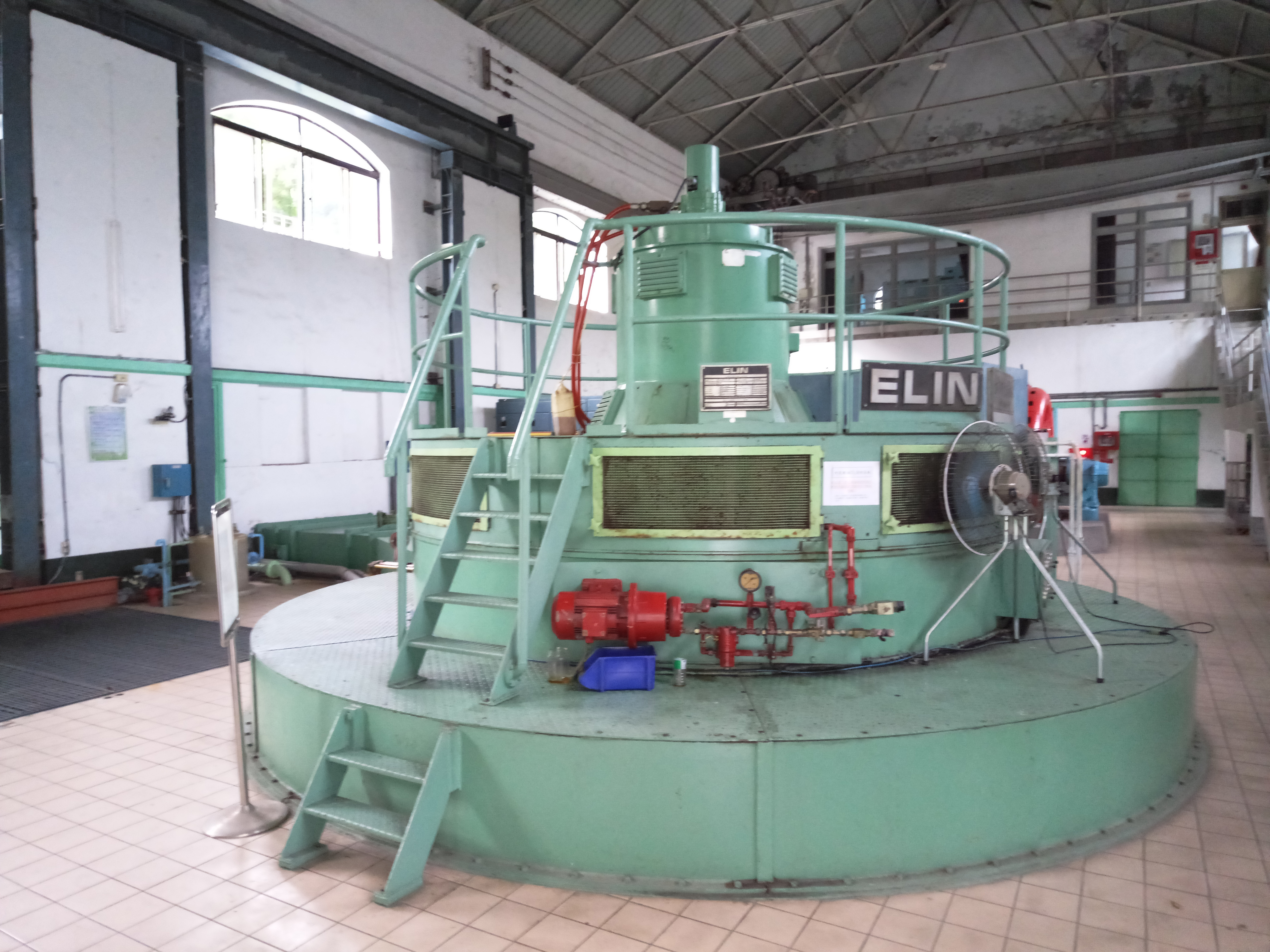
小粗坑發電廠新三號機，為廠房內唯一仍在運轉的發電機組，形式為豎軸卡布蘭式水輪發電機。
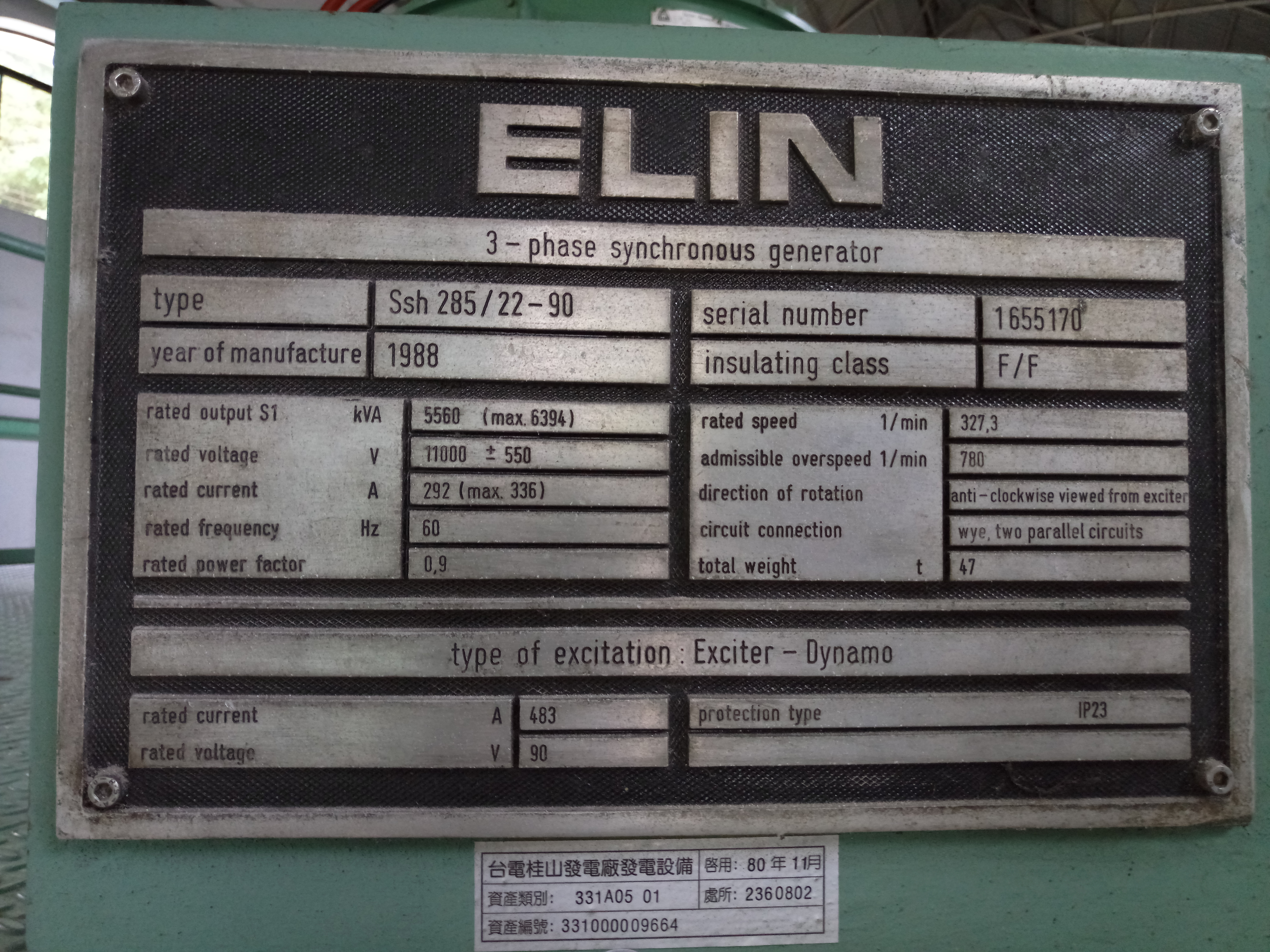
小粗坑發電廠新三號機銘板，為奧地利ELIN公司製。
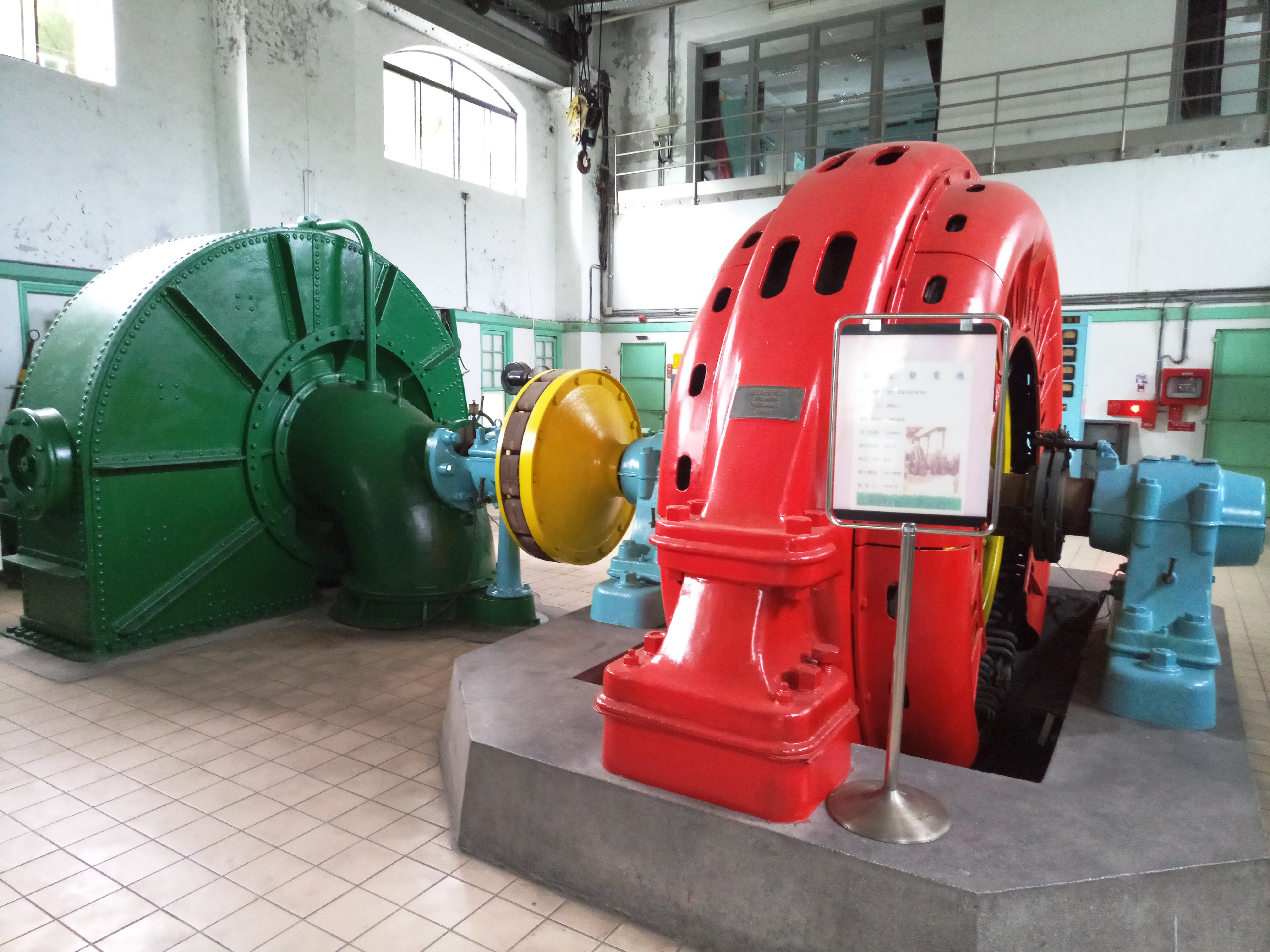
小粗坑發電廠舊四號機，已停機展示，形式為橫軸法蘭西斯式
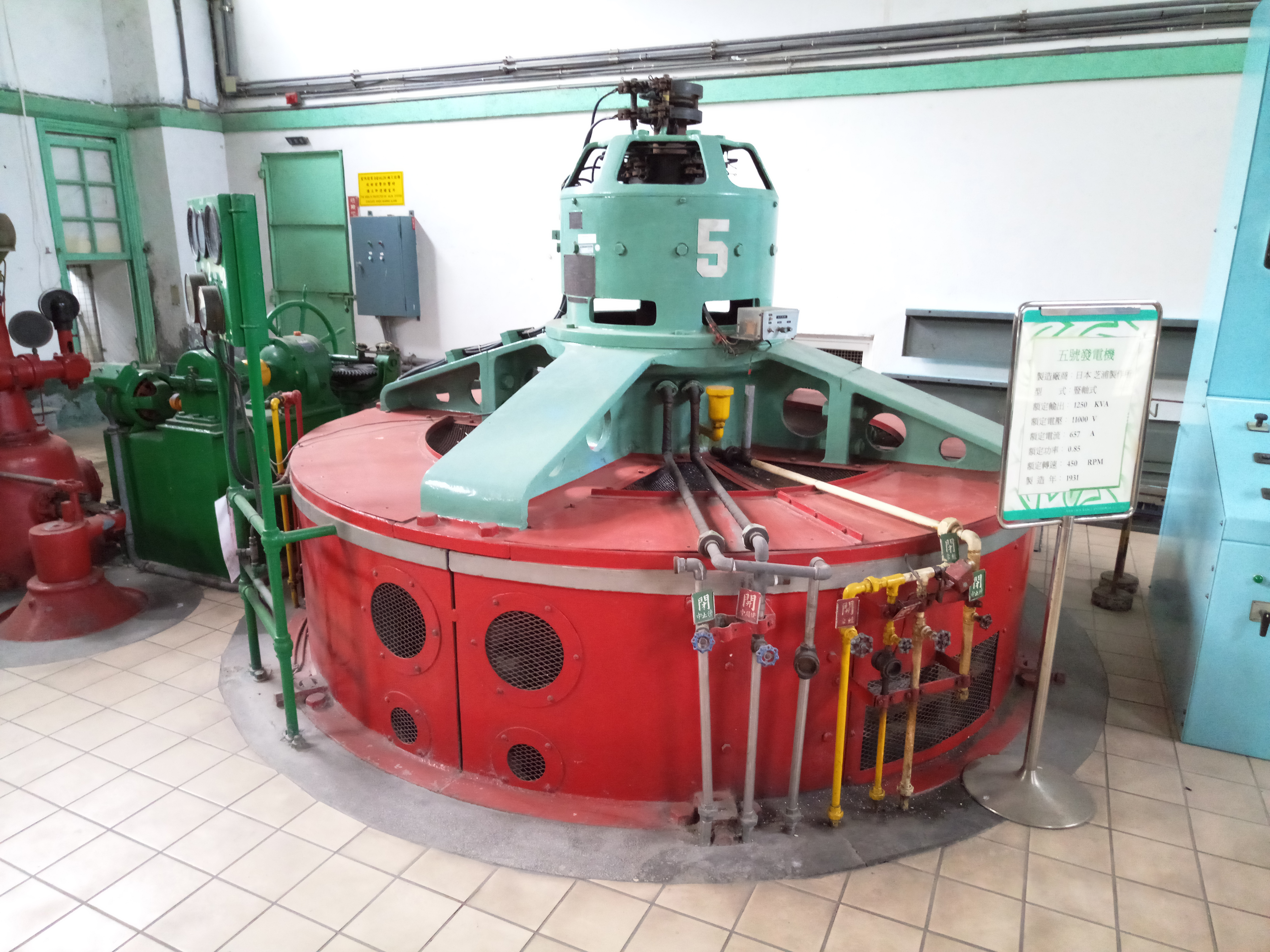
小粗坑發電廠舊五號機，形式為豎軸法蘭西斯式
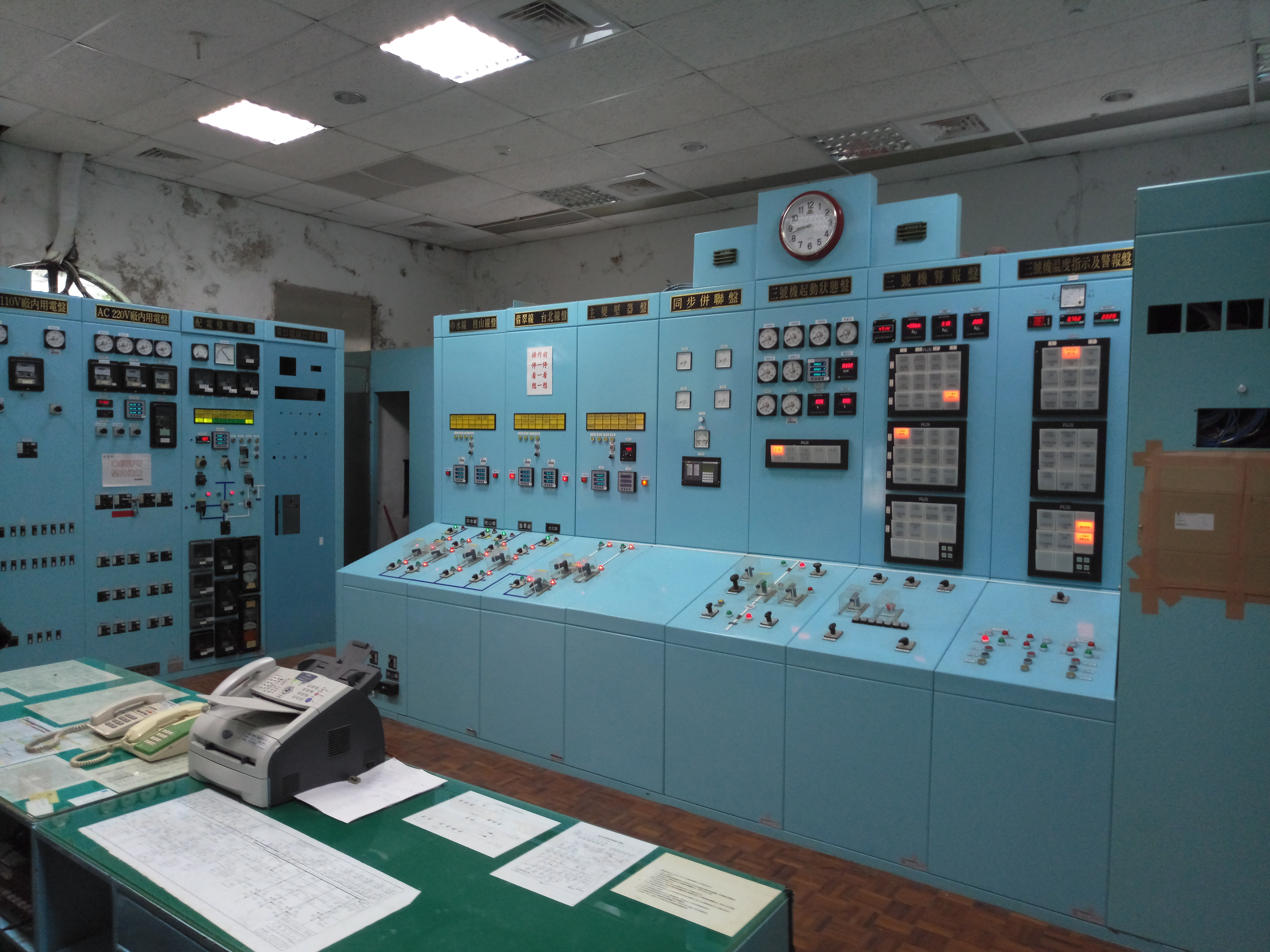
小粗坑發電廠控制室，目前該控制室無人駐守，由桂山發電廠桂山機組之控制室做遠端發電機組遙控。
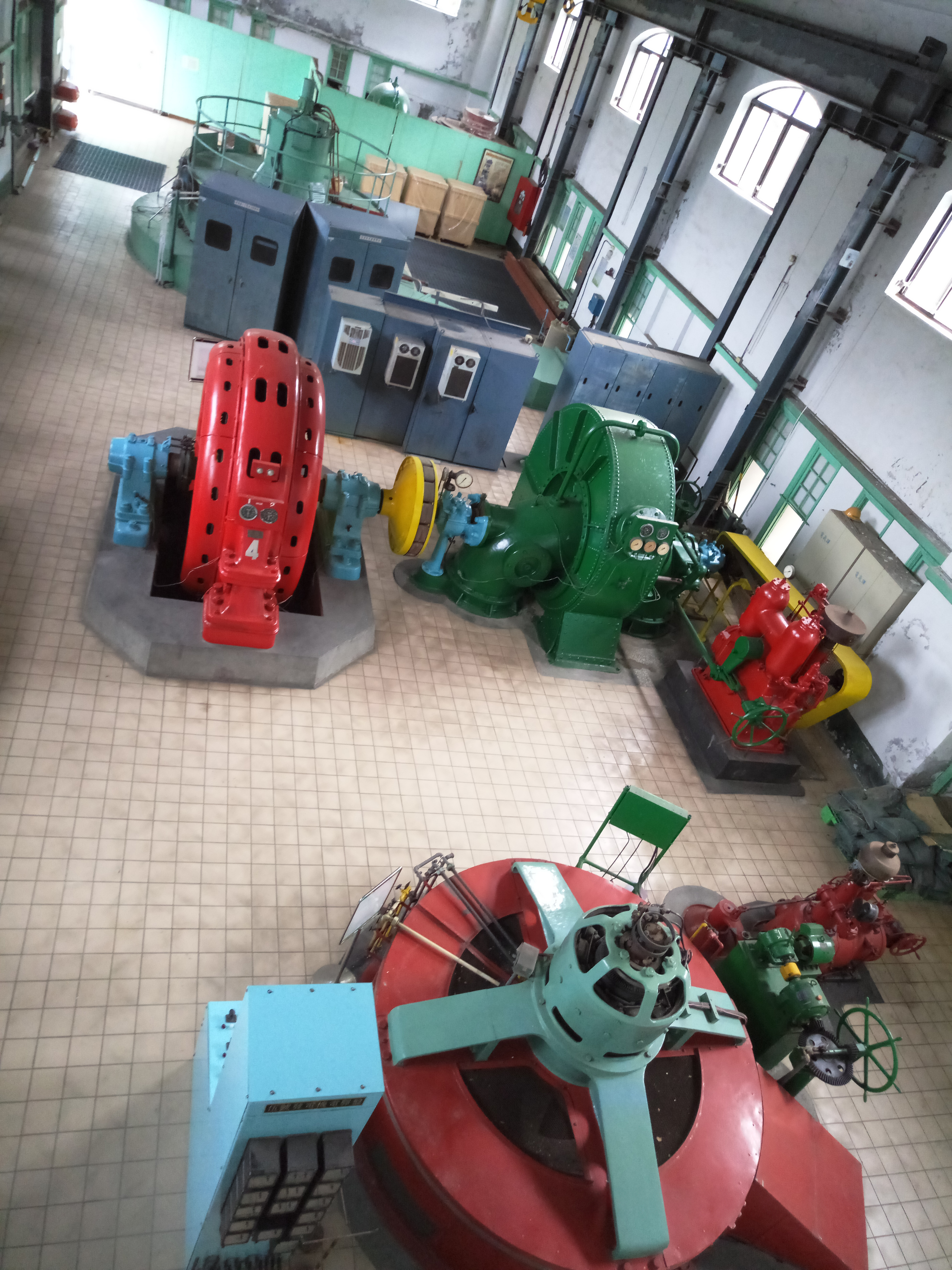
小粗坑發電廠廠房俯瞰，可看見廠房內不同年代所建置之不同形式之水輪發電機組，最遠方為最新的新三號機，其餘由遠而近分別為已停機的四號機與五號機。而舊一號至三號機拆除後，原安裝位置則改建為新三機。
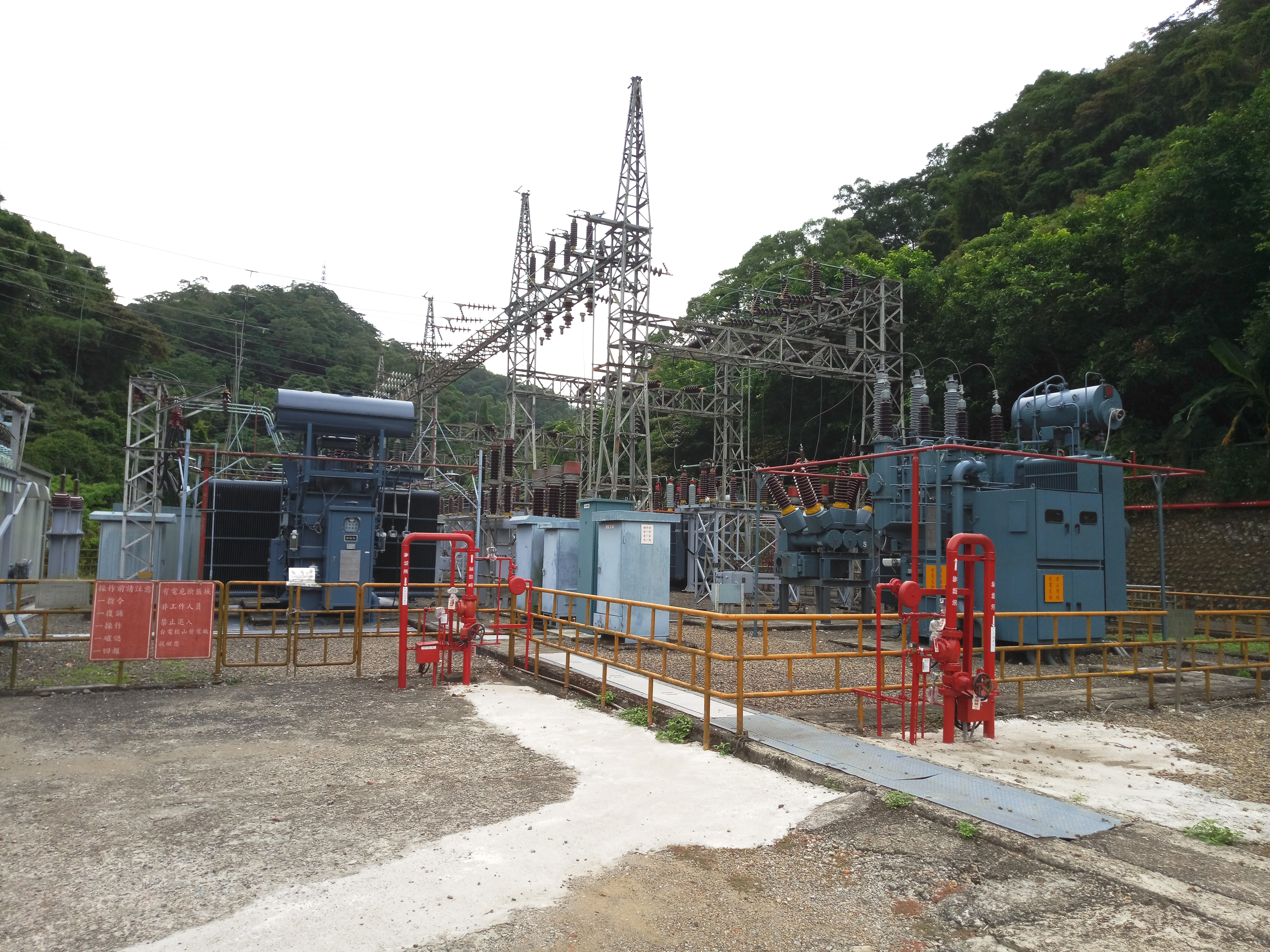
小粗坑發電廠發電後的開關場，經主變壓器升壓至69KV後進入供電網路中。

## 外部連結
- 桂山發電廠簡介 - 台灣電力公司 （页面存档备份，存于）（繁體中文）